# Post-Punk

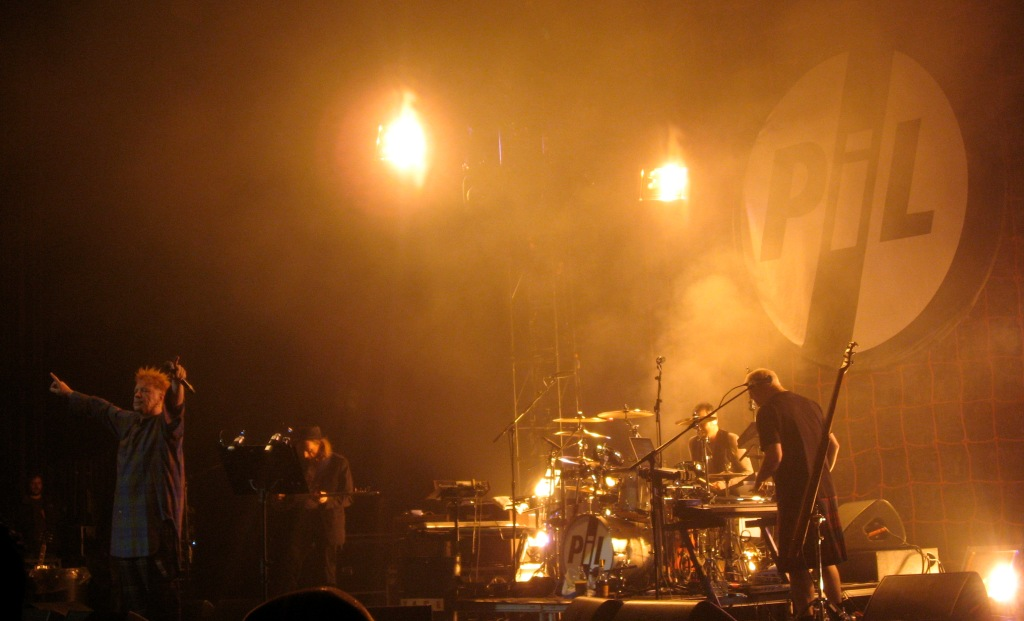
Public Image Ltd (2009)

Post-Punk ist die Bezeichnung für eine Musikbewegung, die vor allem und zuerst im Vereinigten Königreich Ende der 1970er bzw. Anfang der 1980er Jahre aus dem Punk hervorging.
Im weiteren Sinne lassen sich mit diesem Begriff aber auch sämtliche Trends der alternativen Musik dieser Zeit beschreiben, die sich stilistisch vom bis dahin dominierenden Punk zu entfernen begannen, ohne dabei die Affinität und Ähnlichkeit zum Punk zu verlieren oder vollends mit der Tradition zu brechen.
Charakteristisch für das Genre ist der Bruch mit traditionellen Elementen aus dem Rock, deswegen gilt der Post-Punk als experimentierfreudig und bunt gemischt. Es werden dabei unter anderem Bestandteile des Krautrocks, des Dubs, Disco und auch der elektronischen Musik (wie Synthesizer) verwendet.

## Herkunft des Begriffs
Der Begriff Post-Punk tauchte erstmals 1977 in dem britischen Musikmagazin Sounds auf, um die Musik von Siouxsie and the Banshees zu beschreiben. Im Jahr 1980 schrieb der Kritiker Greil Marcus in einem Rolling-Stone-Artikel von der „britischen Postpunk Pop-Avantgarde“. Er beschrieb damit Bands wie Gang of Four, The Raincoats sowie Essential Logic.

## Hintergrund
Während einige Kritiker die Bezeichnung „Post-Punk“ synonym zu New Wave, Independent oder Dark Wave verwenden, differenzieren andere zwischen der poppigeren New Wave von Bands wie Duran Duran und Visage und dem raueren Post-Punk.
Typische Post-Punk-Vertreter waren bzw. sind Blood on the Saddle, Public Image Ltd, Siouxsie and the Banshees, Talking Heads, The Southern Death Cult, Wire, Foetus, DAF, Malaria!, Gang of Four, Joy Division, Bauhaus, The Stranglers, Killing Joke, The Sound, The Chameleons, Magazine, The Birthday Party, Cocteau Twins, The Fall, die frühen U2, The Cure, New Model Army, And Also the Trees, Death in June sowie The Sisters of Mercy. Die Post-Punk-Bands sahen sich als Weiterentwicklung der negativen und tendenziell unpolitischen Punk-Bands, deren „No-Future“-Philosophie von den konstruktiven, teils politischen und progressiven Post-Punk-Bands abgelöst wurde. Diese versuchten, ihre Zukunft selbst zu bestimmen. Sie erweiterten den Punk durch Verwendung Punk-untypischer Instrumente (z. B. Synthesizer), Einbeziehung anderer Spielweisen wie Funk und Blues, einen höheren Anspruch in ihren Texten, durch komplexere Akkordfolgen oder das zugrunde liegende Konzept der Band. Zudem stellte der Post-Punk Ende der 1980er und Anfang der 1990er bei der Herausbildung des Alternative Rock, insbesondere bei einigen Crossover-Bands, einen wichtigen Einfluss dar.
Die Bezeichnung „Post-Punk“ spielt aktuell wieder eine größere Rolle, weil sich mehrere kommerziell erfolgreiche Bands wie Franz Ferdinand, Interpol, Kaufmann Frust und Arctic Monkeys an Musik und Ästhetik des Post-Punk orientieren. „Post-Punk“ wird im erweiterten Sinne allerdings auch für zahlreiche unterschiedliche Musikformen gebraucht, die sich nach der durch den Punk vollzogenen ästhetischen musikalischen Veränderung entwickelten, unter anderem Hardcore, Oi!, 2-Tone-Ska, Gothic, Death-Rock, Cold Wave und Neofolk.

## No Wave
Während die Bezeichnung „Post-Punk“ anfangs für britische Bands verwendet wurde, gab es zeitgleich eine Strömung, die sich vor allem auf New York konzentrierte und als „No Wave“ bezeichnet wurde. Diese Bezeichnung galt als Anspielung auf die damals kommerziell erfolgreiche New-Wave-Bewegung. Inhaltlich ähneln sich Post-Punk und No Wave sehr stark, wobei es jedoch bei No-Wave-Künstlern häufig einen stärkeren Bezug zur künstlerischen Avantgarde gab und oft auch der reinen Performance ein höheres Gewicht beigemessen wurde, als es im Post-Punk üblich war. Als Vertreter dieser Strömung gelten James Chance, Lydia Lunch und Material.